# Амир, Жасулан Мамыржанулы
Жасулан Мамыржанулы Амир (каз. Жасұлан Мамыржанұлы Әмір; род. 26 декабря 2006, Казахстан) — казахстанский футболист, защитник клуба «Ордабасы».

## Карьера
Воспитанник шымкентского футбола. Футбольную карьеру начинал в 2024 году в составе клуба «Ордабасы М» во второй лиге. 29 мая 2024 года в матче против клуба «Академия Онтустик» (0:4) дебютировал во второй лиге Казахстана. 30 марта 2025 года в матче против клуба «Кызыл-Жар» дебютировал в казахстанской Премьер-лиге (0:0), выйдя на замену на 81-й минуте вместо Дарио Чанаджии.

## Статистика
| Клуб             | Сезон            | Лига | Лига | Кубки | Кубки | Еврокубки | Еврокубки | Итого | Итого |
| Клуб             | Сезон            | Игры | Голы | Игры  | Голы  | Игры      | Голы      | Игры  | Голы  |
| ---------------- | ---------------- | ---- | ---- | ----- | ----- | --------- | --------- | ----- | ----- |
| Ордабасы         | 2025             | 2    | 0    | —     | —     | —         | —         | 2     | 0     |
| Ордабасы         | Итого            | 2    | 0    | —     | —     | —         | —         | 2     | 0     |
| → Ордабасы М     | 2024             | 2    | 0    | —     | —     | —         | —         | 2     | 0     |
| → Ордабасы М     | 2025             | 1    | 0    | —     | —     | —         | —         | 1     | 0     |
| → Ордабасы М     | Итого            | 3    | 0    | —     | —     | —         | —         | 3     | 0     |
| Всего за карьеру | Всего за карьеру | 5    | 0    | —     | —     | —         | —         | 5     | 0     |